# Panningia crosnieri
Panningia crosnieri is een zeekomkommer uit de familie Cucumariidae.
De wetenschappelijke naam van de soort werd in 1963 gepubliceerd door Gustave Cherbonnier.